# Pheidole prelli
Pheidole prelli är en myrart som beskrevs av Auguste-Henri Forel 1911. Pheidole prelli ingår i släktet Pheidole och familjen myror.

## Underarter
Arten delas in i följande underarter:
- P. p. ingenita
- P. p. prelli
- P. p. redbankensis

## Bildgalleri

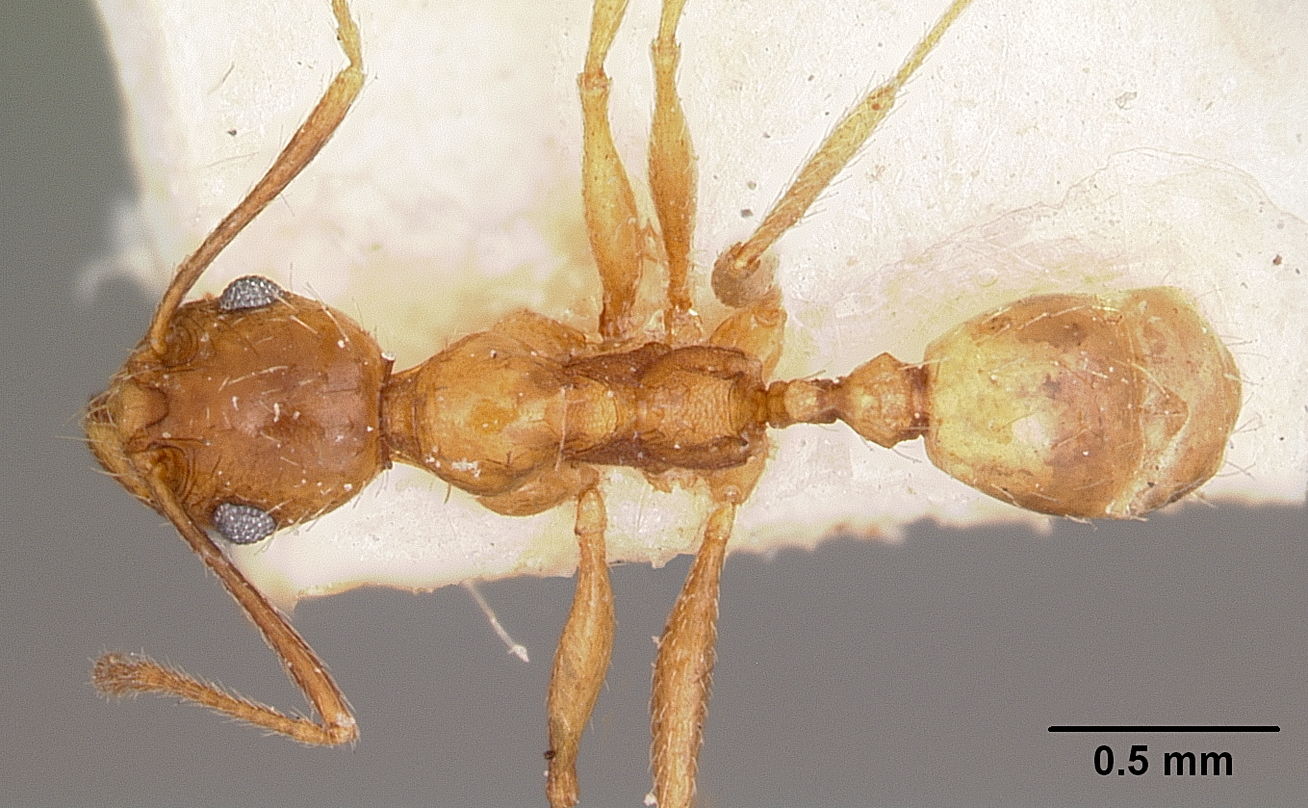
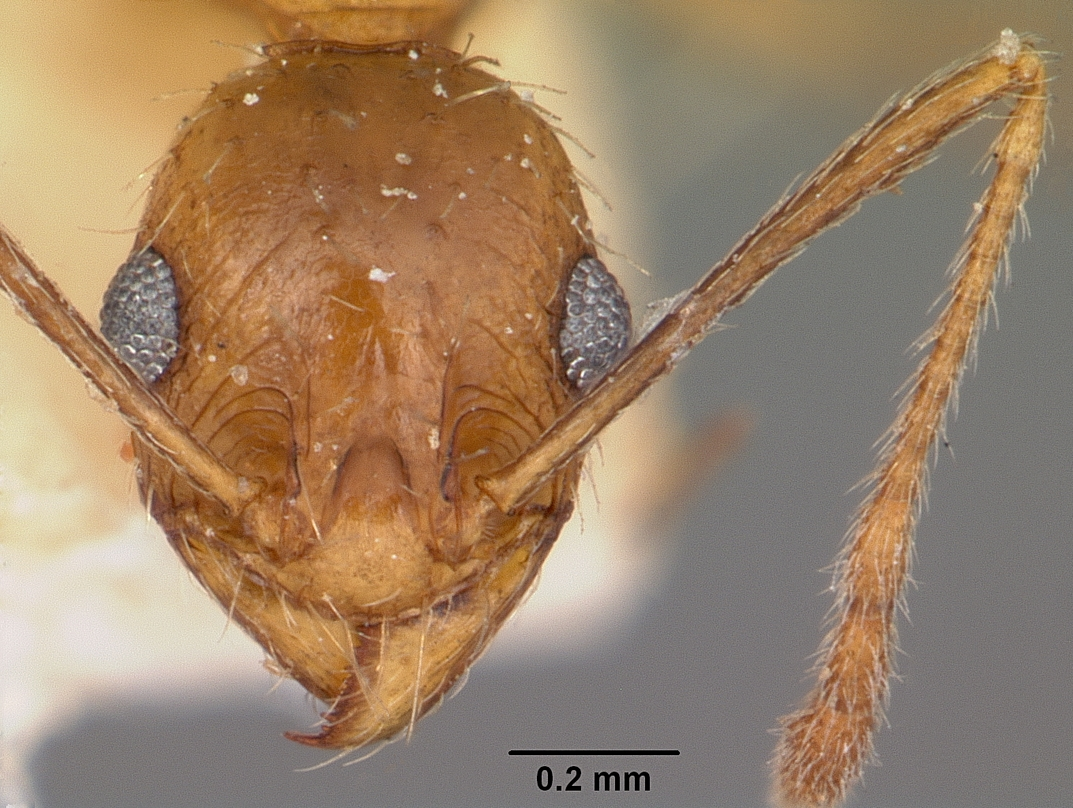
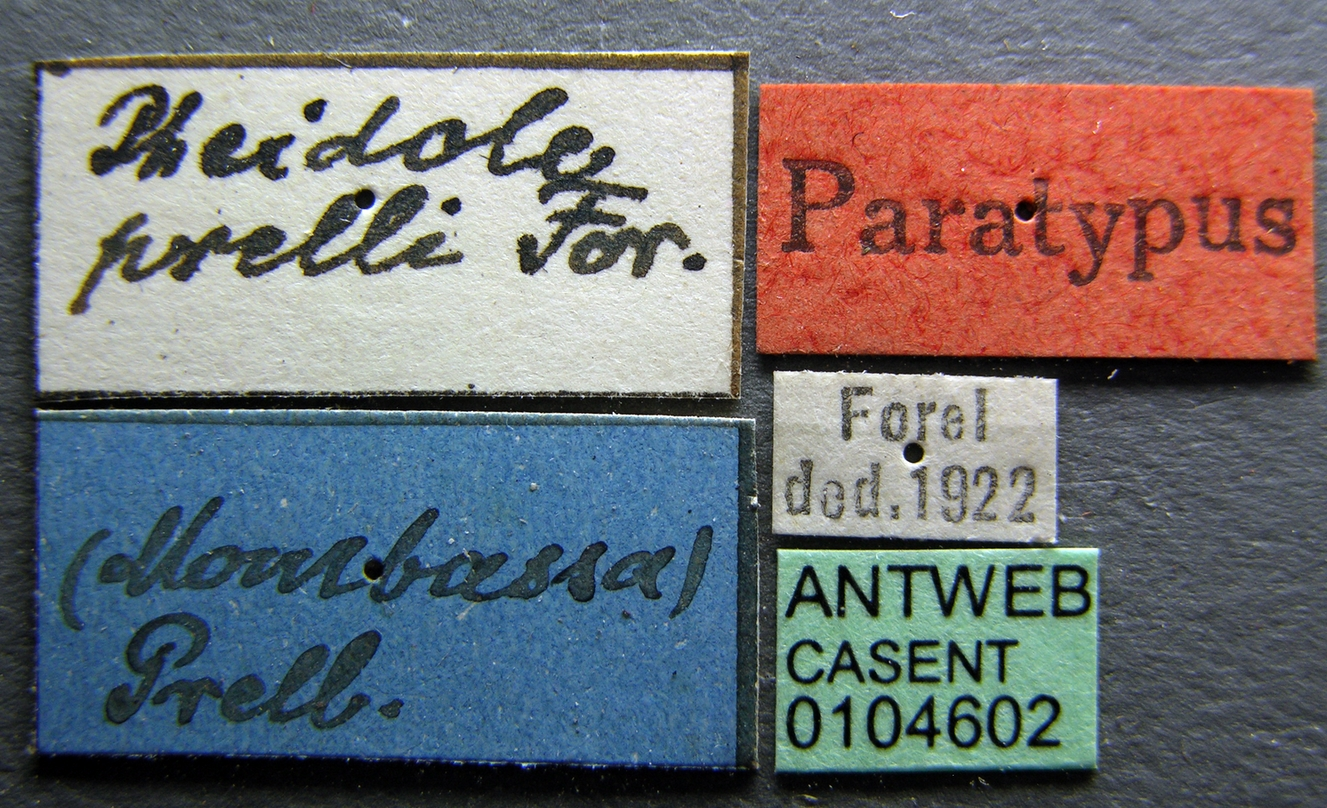
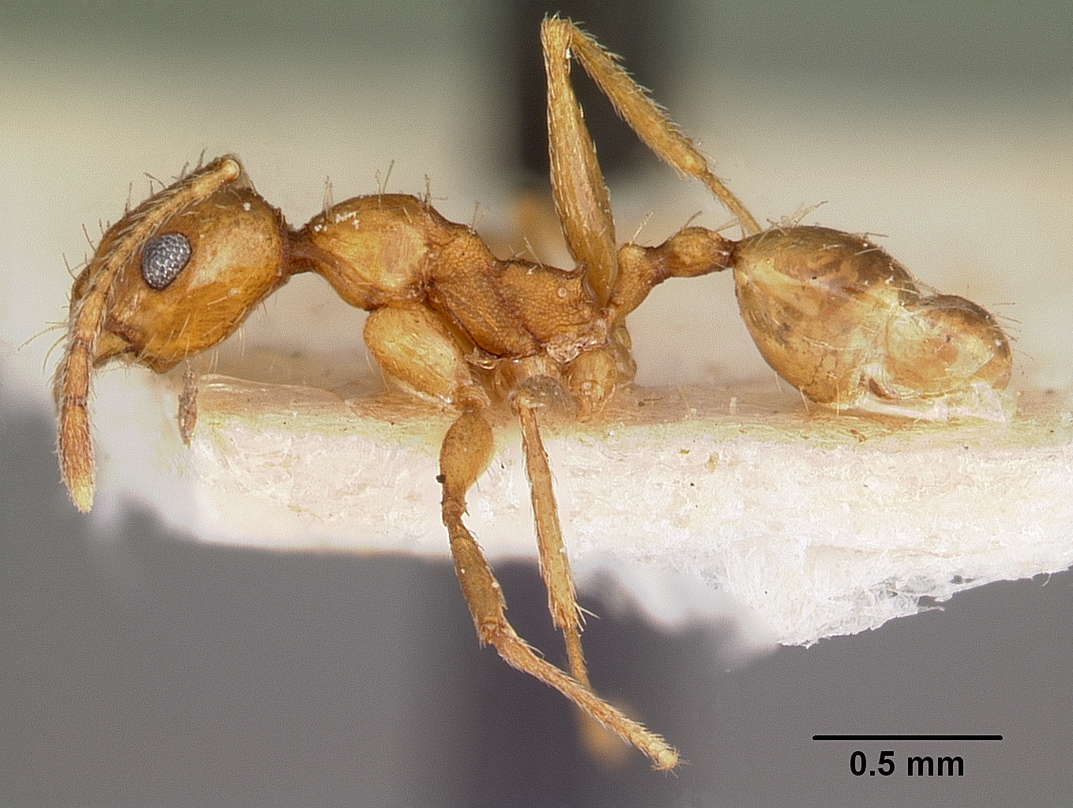
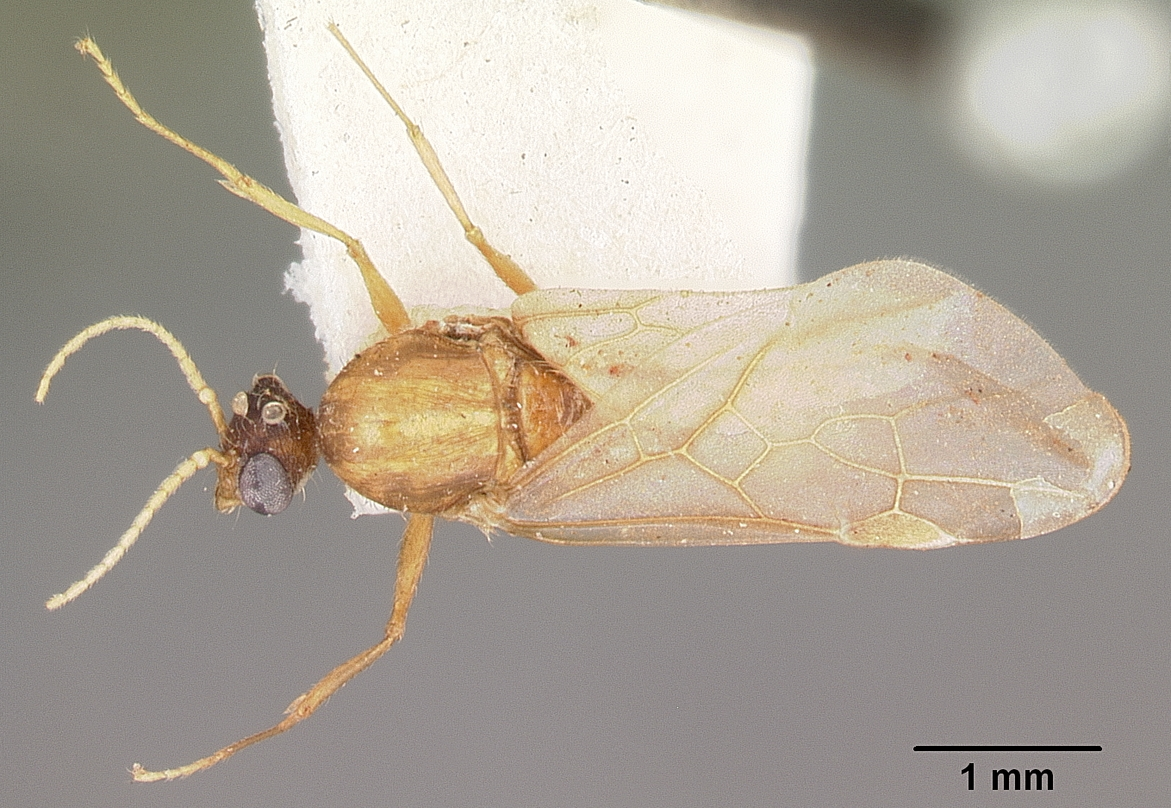
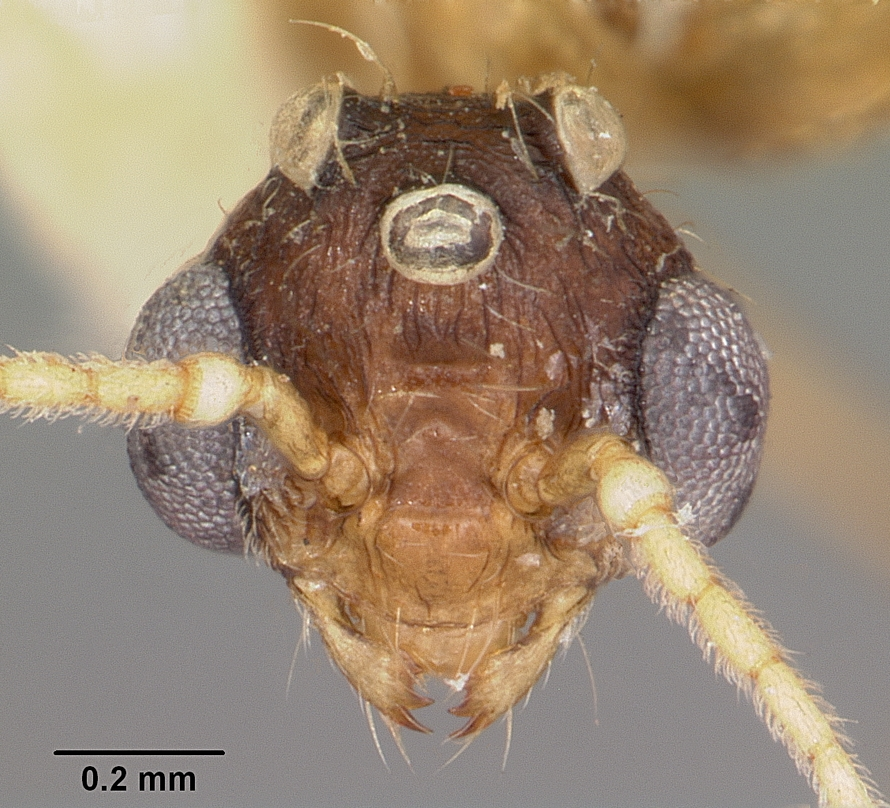